# 데이비드 그레이버

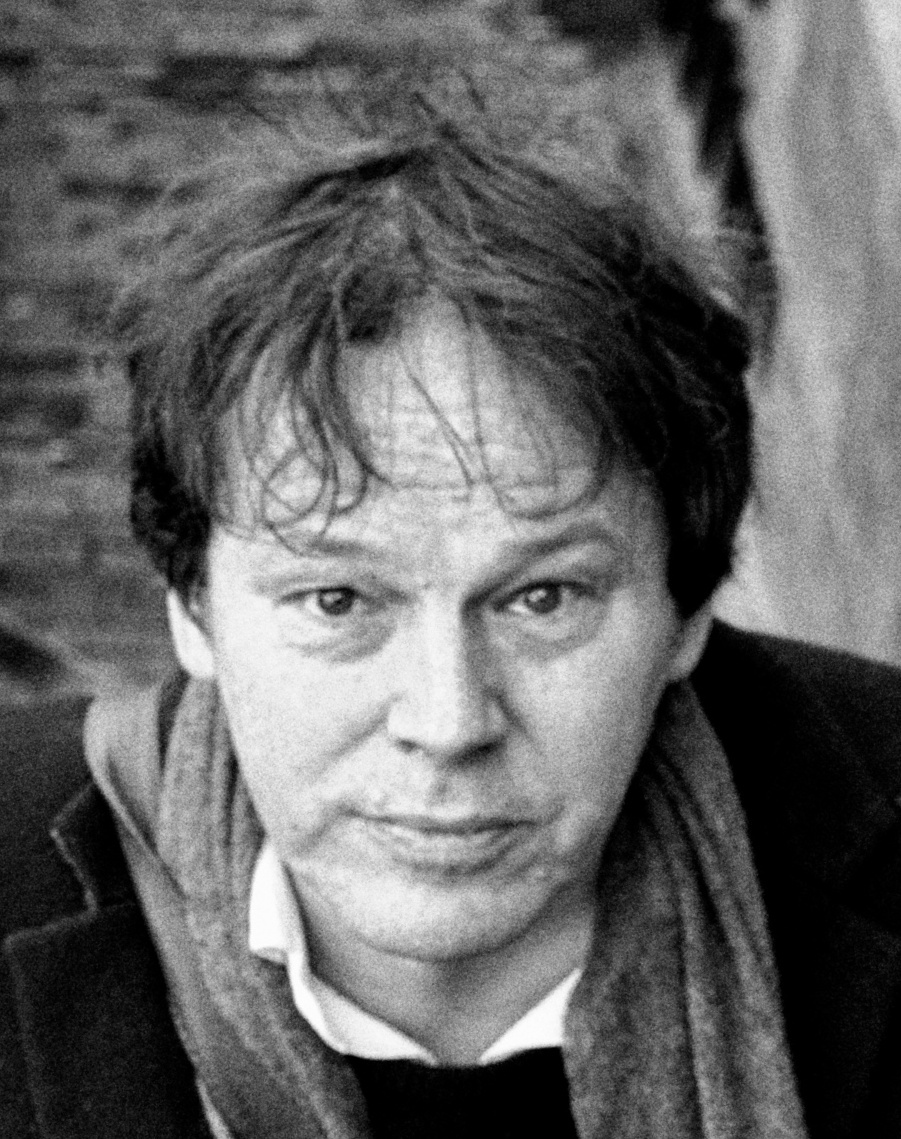

데이비드 롤프 그레이버 (David Rolfe Graeber, 1961년 2월 12일 ~ 2020년 9월 2일)은 미국의 인류학자이자 아나키스트 활동가이다. 경제 인류학, 특히 그의 저서 《부채, 그 첫 5,000년》(2011)과 《쓸데없는 직업》(2018)로 알려져 있다. 월가를 점거하라 운동에서 주도적인 역할을 하였다.
그레이버의 첫 번째 주요 역사학적 책은 《부채, 그 첫 5,000년》(2011)이었다.
캐나다 인류학 학회(Canadian Anthropology Society)의 저널에 기고한 칼 슈미드(Karl Schmid)는 《부채, 그 첫 5,000년》의 순전한 길이와 그레이버가 그가 완전히 발전시키지 않은 많은 주장과 예를 제기한다는 사실에 대해 약간의 좌절감을 표현했다.
경제사가 J. 브래드포드 드롱(J. Bradford DeLong)은 책의 수많은 오류를 밝혀내어 비판하였다. 그레이버는 이러한 오류가 자신의 주장에 영향을 미치지 않았다고 응답하였다.